# Ethel Maggi
Ethel Maggi (fl. XX secolo) è stata un'attrice italiana, passata come una meteora nel firmamento cinematografico degli anni 1930.

## Biografia
La sua brevissima carriera si è estrinsecata in due film: quello del debutto, girato nel 1937, Condottieri, ispirato alla figura di Giovanni dalle Bande Nere, diretto e interpretato da Luis Trenker (lei impersonava il ruolo di Caterina Sforza), e quello del 1940 La granduchessa si diverte, in cui fu diretta da Giacomo Gentilomo.
Nel primo era stata doppiata da Giovanna Scotto.